# Esmendes
Esmendes (em grego clássico: Σμένδης; romaniz.: Sméndes) ou Nesbanebdjed, foi o fundador da XXI dinastia egípcia, cuja capital seria Tânis na região oriental do Delta do Nilo. Reinou entre 1069 e 1 043 a.C.. no começo do Terceiro Período Intermediário.
O nome egípcio deste faraó era Nesubanebdjed, mas este tornou-se mais conhecido pela forma grega do nome, Esmendes. Este nome estava relacionado com o culto do deus carneiro em Mendes, cidade próxima de Tânis. O seu prenome (ou nome de nascimento) foi Hedjkheperré-Setepenré, o que significa "Brilhante é a forma de Ré - Escolhido por Ré".
As origens familiares deste faraó são desconhecidas. Esmendes começou por ser o vizir do norte do faraó Ramessés XI, último representantes da XX dinastia. Nesta condição administrava a região do Delta do Nilo ou Baixo Egito. Quando Ramessés XI faleceu, sem deixar herdeiros, Esmendes declarou-se rei. Era casado com uma filha de Ramessés XI, Tentamon, o que pode ter facilitado a legitimação do seu poder. 
Esmendes transferiu a capital do Egito de Pi-Ramessés para Tânis, tendo os materiais usados para erguer os monumentos da nova capital sido retirados de Pi-Ramessés. O faraó viveu também durante algum tempo em Mênfis. 
Na sua época o Egito não se encontrava unificado, exercendo Esmendes a soberania apenas sobre o norte. No sul governavam os sumo-sacerdotes de Amon, que apesar de aceitarem teoricamente a soberania de Esmendes, eram na prática os governantes naquela região do país. 
O legado de monumentos deixado por este faraó é escasso. Sabe-se que Esmendes promoveu obras de conservação dos templos de Karnak e de Luxor. 
Esmendes é mencionado num clássico da literatura do Antigo Egito, A Desventura de Uenamon. Esta obra relata as aventuras do funcionário tebano homónimo na sua viagem até ao Líbano para obter madeira de cedro. Apesar das vicissitudes, o objectivo é alcançado, sendo Uenamon recompensado por Esmendes.
Esmendes foi sepultado em Tânis, mas até hoje o seu túmulo não foi descoberto. Relacionado com a sua morte apenas se conhecem dois vasos canópicos. Foi sucedido por Amenemnesu, filho de Herior, que se julga ter tido um co-regência com Psusennes I.

## Titulatura
| M23 · X1 | L2 · X1 |

| M23 · X1 | L2 · X1 |

|             |         |                |
| \| \| \| \| |         |                |
|             |         |                |
| N5          | S1 · L1 | N5 · U21 · N35 |

| N5 | S1 · L1 | N5 · U21 · N35 |

|             |         |                |
| \| \| \| \| |         |                |
|             |         |                |
| N5          | S1 · L1 | N5 · U21 · N35 |

| N5 | S1 · L1 | N5 · U21 · N35 |

|             |         |                |
| \| \| \| \| |         |                |
|             |         |                |
| N5          | S1 · L1 | N5 · U21 · N35 |

| N5 | S1 · L1 | N5 · U21 · N35 |

|             |         |                |
| \| \| \| \| |         |                |
|             |         |                |
| N5          | S1 · L1 | N5 · U21 · N35 |

| N5 | S1 · L1 | N5 · U21 · N35 |